# 김성원 (정치인)
김성원(金成願, 1973년 10월 15일~)는 대한민국의 정치인으로, 제20·21·22대 국회의원이다.

## 학력
- 동두천국민학교 졸업
- 경민중학교 졸업
- 경민외국어고등학교 졸업
- 고려대학교 세종캠퍼스 환경공학 학사
- 고려대학교 안암캠퍼스 대학원 토목환경공학 석사
- 고려대학교 안암캠퍼스 대학원 토목환경공학 박사

## 경력
- 민주평화통일자문회의 상임위원
- 한국자유총연맹 대외협력실장
- 2008년~2012년: 김성수 국회의원 보좌관
- ~2016년 2월: 고려대학교 환경기술정책연구소 연구교수
- ~2015년 12월: 국회의장  정무비서관
- 2016년 2월: 국회 미래전략 자문위원회 위원
- 2016년 4월 13일 대한민국 제20대 국회의원 선거 당선(경기 동두천시·연천군, 새누리당, 초선)
- 2016년 5월~2017년 2월: 새누리당 청년소통특별위원장
- 2016년 5월~2016년 9월: 새누리당 원내부대표
- 2016년 9월~2017년 2월: 새누리당 경기도당 동두천시·연천군 당원협의회 위원장
- 2016년 9월~2017년 2월: 새누리당 대변인
- 2017년 2월: 자유한국당 청년소통특별위원장
- 2017년 2월~2018년 9월: 자유한국당 경기도당 동두천시·연천군 당원협의회 위원장
- 자유한국당 경기도당 윤리위원장
- 자유한국당 경기도당 당협조직본부 북부권본부장
- 2017년 2월~2017년 7월: 자유한국당 대변인
- 2017년 7월~2019년 3월: 자유한국당 통일위원장
- 2018년 3월~2018년 5월: 제7회 전국동시지방선거 자유한국당 경기도당 공천관리간사
- 2018년 5월~2018년 6월: 제7회 전국동시지방선거 자유한국당 남경필 경기도지사 후보 선거본부 수석대변인
- 자유한국당 경기도당 위원장 권한대행
- 2018년 6월~2018년 7월: 자유한국당 혁신비상대책위원회 준비위원회 위원
- 2018년 8월~2019년 4월: 자유한국당 조직부총장
- 2018년 10월~2019년 1월: 자유한국당 조직강화특별위원회 위원
- 2018년 12월~2019년 2월: 자유한국당 당헌당규개정위원회 위원
- 2018년 12월~2020년 1월: 자유한국당 경기도당 동두천시·연천군 당원협의회 위원장
- 2019년 1월~2019년 2월: 자유한국당 2.27 전대 선관위 준비 부위원장
- 2019년 3월~2020년 2월: 자유한국당 통일위원회 위원장
- 2019년 4월: 자유한국당 신정치혁신특별위원회 - 정치혁신소위원회 위원
- 2019년 6월: 자유한국당 2020경제대전환위원회 활기찬 시장경제 분과위원
- 2019년 8월~2020년 2월: 자유한국당 대변인
- 2019년 9월: 자유한국당 아프리카 돼지열병 대책 마련을 위한 태스크포스 공동부위원장
- 2020년 2월: 미래통합당 통일위원회 위원장
- 2020년 2월~2020년 5월: 미래통합당 대변인
- 2020년 2월~2020년 9월: 미래통합당 경기도당 동두천시·연천군 당원협의회 위원장
- 2020년 4월 15일 대한민국 제21대 국회의원 선거 당선(경기 동두천시·연천군, 미래통합당, 재선)
- 2020년 5월~2020년 9월: 미래통합당 원내수석부대표
- 2020년 9월~2021년 4월: 국민의힘 원내수석부대표
- 2020년 9월: 국민의힘 호남 동행 국회의원 발대식 명예의원(전라남도 완도군)
- 2020년 9월~2024년 1월: 국민의힘 경기도당 동두천시·연천군 당원협의회 위원장
- 2020년 9월: 국민의힘 국민통합위원회 부위원장
- 2020년 12월: 국민의힘 노동혁신특별위원회 위원
- 2021년 6월: 국민의힘 문정부 탈원전 정책에 따른 피해 및 환경 파괴 대책 특별위원회 위원
- 2021년 7월~2022년 7월: 국민의힘 경기도당 위원장
- 2021년 12월~2022년 1월: 국민의힘 선거대책위원회 조직총괄본부 부본부장
- 2021년 12월~2022년 3월: 제20대 대통령 선거 국민의힘 경기도 살리는 선거대책위원회 선거대책위원장단 상임선거대책위원장 겸 총괄선거대책본부장
- 2022년 1월~2022년 3월: 제20대 대통령 선거 국민의힘 선거대책본부 조직본부 부본부장
- 2022년 3월~2022년 5월: 제8회 전국동시지방선거 국민의힘 경기도당 공천관리위원회 위원장
- 2022년 4월~2022년 5월: 대한민국 제20대 대통령 당선인 비서실 특별보좌역
- 2023년 5월: 국민의힘 김남국 더불어민주당 의원의 고액 가상자산(암호화폐) 보유 논란을 밝히기 위한 진상조사 태스크포스 위원장
- 국민의힘 경기도당 고문
- 2023년 8월: 국민의힘 과학기술 특별위원회 위원
- 2023년 10월~2023년 12월: 여의도연구원 원장
- 2023년 11월~2024년 4월: 국민의힘 제22대 국회의원 선거 총선기획단 위원
- 2024년 3월~2024년 4월: 제22대 국회의원 선거 국민의힘 경기도당 선거대책위원회 공동선대위원장
- 2024년 3월~2024년 4월: 국민의힘 제22대 국회의원 선거 중앙선거대책위원회 경기-서울 리노베이션 특별위원회 위원
- 2024년 4월 10일 대한민국 제22대 국회의원 선거 당선(경기 동두천시·양주시·연천군 을, 국민의힘, 3선)
- 2024년 5월~: 국민의힘 경기도당 동두천시·양주시·연천군 을 당원협의회 위원장
- 2024년 6월~2024년 7월: 국민의힘 정책위원회 산하 시급한 민생 현안 해결을 위한 에너지특별위원회 위원장
- 2024년 8월~2024년 12월: 국민의힘 격차해소특별위원회 부위원장
- 2024년 9월~: 국민의힘 호남동행 국회의원 발대식 명예의원(전라남도 완도군)
- 2025년 5월~2025년 6월: 제21대 대통령 선거 국민의힘 김문수 대통령 후보 경기도 선거대책위원회 공동선거대책위원장
- 2025년 5월~2025년 6월: 제21대 대통령 선거 국민의힘 김문수 대통령 후보 직속 후보전략자문위원장

### 의정 활동
- 2016년 5월~2020년 5월: 제20대 국회의원(경기 동두천시·연천군, 새누리당→자유한국당→미래통합당, 초선)
  - 2016년 6월~2018년 5월: 제20대 국회 전반기 운영위원회 위원
  - 2016년 6월~2018년 5월: 제20대 국회 전반기 정무위원회 위원
  - 2018년 7월~2018년 12월: 제20대 국회 후반기 운영위원회 위원
  - 2018년 7월~2020년 5월: 제20대 국회 후반기 정무위원회 위원
  - 2018년 7월~2019년 5월:제20대 국회 후반기 예산결산특별위원회 위원
  - 2018년 10월~2019년 6월:제20대 국회 후반기 남북경제협력특별위원회 위원
  - 2019년 8월~2020년 5월: 제20대 국회 후반기 여성가족위원회 위원
  - 2019년 8월~2020년 5월: 제20대 국회 후반기 예산결산특별위원회 위원
- 2020년 5월~2024년 5월: 제21대 국회의원(경기 동두천시·연천군, 미래통합당→국민의힘, 재선)
  - 2020년 7월~2021년 6월: 제21대 전반기 운영위원회 간사
  - 2020년 7월~2022년 5월: 제21대 전반기 환경노동위원회 위원
  - 2020년 7월~2021년 6월: 제21대 전반기 운영위원회 국회운영개선소위원회 위원
  - 2020년 7월~2021년 6월: 제21대 전반기 운영위원회 예산결산심사소위원회 위원장
  - 2020년 7월~2022년 5월: 제21대 전반기 환경노동위원회 예산결산심사소위원회 위원장
  - 2020년 7월~2024년 5월: 국회의원연구단체 지원심의위원회의 위원
  - 2020년 7월~2024년 5월: 국회 포스트코로나 경제연구포럼 구성의원
  - 2020년 9월~2021년 5월:제21대 국회 윤리특별위원회 간사
  - 2021년 7월~2021년 9월:제21대 국회 전반기 예산결산특별위원회 간사
  - 2021년 7월~2021년 10월: 제21대 국회 전반기 예산결산특별위원회 2021년도제2회추경예산안등조정소위원회 위원
  - 2021년 9월~2021년 10월: 제21대 국회 전반기 예산결산특별위원회 위원
  - 2021년 12월~2022년 5월: 제21대 국회 정치개혁 특별위원회 위원
  - 2022년 7월~2022년 8월: 제21대 국회 후반기 예산결산특별위원회 간사
  - 2022년 7월~2023년 6월: 제21대 국회 후반기 산업통상자원중소벤처기업위원회 위원
    - 제21대 국회 후반기 산업통상자원중소벤처기업위원회 중소벤처기업소위원회 위원
    - 제21대 국회 후반기 산업통상자원중소벤처기업위원회 청원소위원회 위원

  - 유니콘팜 대표의원
  - 2023년 1월~2024년 5월: 제21대 국회 정치개혁특별위원회 위원
    - 제21대 국회 정치개혁특별위원회 정치관계법개선소위원회 위원

  - 2023년 2월~2023년 7월: 제21대 국회 첨단전략산업 특별위원회 간사
  - 2023년 6월~2024년 5월: 제21대 국회 후반기 산업통상자원중소벤처기업위원회 간사
  - 2023년 7월~2023년 11월: 제21대 국회 첨단전략산업 특별위원회 위원
  - 2023년 10월~2023년 11월: 제21대 국회 헌법재판소장(이종석) 임명동의에 관한 인사청문특별위원회 간사
  - 2023년 11월~2023년 11월: 제21대 국회 후반기 국회운영위원회 간사
- 2024년 5월~: 제22대 국회의원(경기 동두천시·양주시·연천군 을, 국민의힘, 3선)
  - 2024년 6월~2025년 6월: 제22대 국회 전반기 예산결산특별위원회 위원
  - 2024년 6월~: 제22대 국회 전반기 산업통상자원중소벤처기업위원회 위원
    - 제22대 국회 전반기 산업통상자원중소벤처기업위원회 중소벤처기업소위원회 위원
    - 제22대 국회 전반기 산업통상자원중소벤처기업위원회 청원심사소위원회 위원

  - 접경지역 내일포럼 대표의원
  - 국회 K-헬스케어·웰다잉 포럼 대표의원
  - 국회세계한인경제포럼 대표의원
  - 2024년 12월~2025년 2월 윤석열정부의 비상계엄 선포를 통한 내란 진상규명 국정조사 특별위원회 간사
  - 2024년 12월~2025년 7월: 제22대 국회 전반기 국회운영위원회 위원

## 수상
- 2023년
  - 법률소비자연맹 국회의원 헌정대상
  - 2023 소비자선정 우수기업 브랜드 대상 입법부문(동아일보)
  - 제29회 대한민국연예예술상 지역연예예술발전특별공로상
  - 대한상하수도학회 특별상
- 2022년
  - 경기도 일간기자단 우수 의정대상
  - 2022 대한민국 사회공헌·선한 한국인·연예문화·행정의정대상(국회의정대상부문)
  - 2022 서울신문 국정감사 베스트 의원
  - 국정감사 NGO모니터단 국리민복상(우수국회의원)
  - 2022 국정감사 친환경 베스트 의원
  - 2022 서울평화문화대상 '정치부문 대상'
  - 국정감사 우수의원(수도권일보,시사뉴스)
  - 국민의힘 국정감사 우수의원
  - 법률소비자연맹 국회의원 헌정대상
  - 제19회 지역신문의날 기념 국회의원 의정대상
  - 제2회 국회의정대상 여야협치부문 우수의원(초대 수상자)
  - 제28회 대한민국연예예술상 연애예술발전 공로상
  - 국정감사 NGO모니터단 국정감사 우수의원
  - 2022 대한민국 소비자 대상
- 2021년
  - 참 괜찮은 의원상(MBN매일방송)
  - 제8회 대한민국 지식경영대상(FIRST 정치인)
  - 법률소비자연맹 국회의원 헌정대상
  - 환경안전대상
  - 서울평화문화대상 의정대상
  - 제7회 대한민국청소년대상(교육문화특별공로상)
  - 제3회 경기언론인협회 의정대상
  - 국민의힘 국정감사 우수의원
  - 국정감사 우수의원(수도권일보.시사뉴스)
  - 제4회 대한민국을 빛낸 13인 대상(국회 헌정 공헌대상)
- 2020년
  - 매니페스토 365캠페인 소통대상
  - 제20대 국회 공약이행 우수 국회의원
  - 제1회 대한민국헌정대상
  - 2020 대한민국 의정대상
  - 국정감사 NGO모니터단 국정감사 우수의원
  - 국정감사 우수의원(수도권일보.시사뉴스)
- 2019년
  - 자유한국당 국정감사 우수의원
  - 국정감사 우수의원(수도권일보.시사뉴스)
  - 법률소비자연맹 국회의원 헌정대상
  - 대한민국 탑리더스 대상
  - 국정감사 NGO모니터단 국정감사 우수의원
  - 대한민국 의정대상(JJC지방자치TV)
  - 대한민국 창조혁신대상
  - 국회예산정책처 설립 기념 국회의장 표창
  - 대한민국 글로벌브랜드 대상
  - 대한민국 문화교육대상
  - 소비자권익대상
  - 금융소비자상
- 2018년
  - 대한민국 유권자 청렴대상
  - 법률소비자연맹 국회의원 헌정대상
  - 대한민국 탑리더스 대상
  - 자유한국당 국정감사 우수의원
  - 대한민국문화교육대상 공로상
  - 국정감사 우수의원(수도권일보.시사뉴스)
  - 서울평화문화대상 의정대상
  - 대한민국 베스트인물대상
  - 위대한 한국인 100인 대상(국가운영정무혁신공로대상)
- 2017년
  - 자유한국당 국정감사 우수의원
  - 국정감사 우수의원(수도권일보.시사뉴스)
  - 대한민국 의정대상(JJC지방자치TV)
  - 국정감사 NGO모니터단 국정감사 우수의원
  - 대한민국 베스트인물 대상
  - 대한민국 CEO독서대상
  - 대한민국 청소년대상 공로상
  - 대한민국 안보대상
  - 2016년
  - 새누리당 국정감사 우수의원
  - 국정감사 우수의원(수도권일보.시사뉴스)

## 전과
- 도로교통법위반(음주운전): 벌금 150만원 - 2008년 6월 20일 선고[2]

## 논란

### 문재인 후보에게 허위 주장 및 피소 논란
2017년 3월 제19대 대통령 선거를 앞두고 자유한국당 대변인이었던 김성원 의원은 문재인 당시 경선 후보에게 허위 주장을 하여 피소되었다. “문재인은 세월호 사건의 숨은 주역”이라는 허위주장을 일삼다가 더불어민주당 문재인 전 대표 측으로부터 고소당했다.
김성원 의원은 2017년 3월29일 ‘유병언 전 세모그룹 회장과의 유착 의혹이 제기된 문재인 전 대표는 즉시 경선 후보직에서 사퇴하라’는 대변인 논평을 내고 “문 전 대표가 변호사 시절 세월호를 운영했던 유병언 전 세모그룹의 파산관재인을 맡았고, 대통령 비서실장으로 재임했던 노무현 정부 말기에 유병언 업체에 국민 세금이 투입돼 1,153억원의 빚이 탕감됐다는 의혹이 있다”고 주장했다.
“그럼에도 문 전 대표는 그동안 세월호를 자신의 정치적 이익에만 이용하려고 골몰했지, 과거 자신의 과오에 대해서는 제대로 인정하거나 진심을 담아 용서를 구한 적이 없다”고도 했다.
그러나 문 당시 후보 측은 “문 전 대표는 세모그룹 파산관재인이 아니라, 법원이 피해자들의 채권 확보를 위해 선임한 신세계종금 파산관재인이었다”며 “오히려 세모를 상대로 대여금 반환소송을 내 승소판결까지 받았다. 기본적인 사실마저 왜곡하는 허위 정치공세가 자유한국당의 전매특허라는 것은 온 국민이 다 알고 있다”고 비판했다.
이어 “세모에 대한 회생결정도 법원이 내린 만큼 노무현 정부가 세모그룹 빚을 탕감했다는 주장 또한 명백한 사실 왜곡”이라며 김 의원을 허위사실유포에 따른 선거법 위반 및 명예훼손 등의 혐의로 3월29일 검찰에 고소했다는 사실이 있다.
이후 김성원 의원은 "이미 다수언론에서 세모그룹의 파산관재인이라고 보도한것을 인용했을뿐"이라며 오해를 살 만한 표현이 있었다면서 정정하고 해명했다. 자신은 국민의 의혹을 풀어주려다가 그런 것인데 법적 대응을 한다고 주장했다.

  
해당 사건은 무혐의로 처리했다.

### 국정감사 태도 논란
2018년 10월 16일 국정감사에서 피감인과 증인들에게 반말을 섞어 가며 고함을 지르는 등 분노를 과도하게 터뜨리는 모습을 보였다.
특히 참석인들이 잡담을 했다는 이유로 참석인들을 기자들 앞에 세워놓고 고성으로 훈계를 하였는데, 잡담이 정말 맞는지에 대한 의구심이 들 뿐더러 국감장에서 불필요한 무례와 호통을 했다는 논란이 생겼다. 
16일 국민권익위원회, 국가보훈처 등 5개 기관 대상으로 진행된 국감은 여야합의하에 파행만은 막고자 어느 때보다 무거운 분위기에 정책 중심 국감을 하고 있었다. 기관 수장은 계속된 질의에 무거운 마음으로 대답하는데 그 뒤 증인석에 앉아 낄낄 웃으며 떠드는 등 민의의 전당인 국회와 국정감사장을 모독하고 무시한 직원들 태도에 김성원 의원이 정무위를 대표해 회의장을 정리했다.

### 비서관음주운전방조 혐의 논란
2019년 7월 18일, 뉴스1 단독으로 김성원 의원이 음주상태의 비서가 몰던 차량을 타고 이동 중 교통사고를 당해 병원으로 이송됐다는 보도가 나왔다. 정확하게는 음주상태였던 김성원 의원의 비서가 운전하던 차량이 신호대기 중 뒤에서 오던 차량에 들이받는 피해를 당한 사고였다. 그런데 경찰이 음주 측정을 한 결과, 사고를 낸 운전자는 문제가 없었던 반면에, 김성원 의원이 탑승해있던 차량을 운전한 비서가  0.082%의 면허취소 수치가 나왔다. 이에 대하여 경찰은 김성원 의원에게 음주운전 방조 혐의 적용 여부를 검토 중인 것으로 알려졌다. 
이에 대해 김 의원 측은 "짧은 시간이어서 음주여부를 판단할 수 없었고, 사고 이후 병원에서 보좌관을 통해 수행비서의 음주적발 사실을 알게 됐다"며 "이유를 불문하고 직원의 부적절한 행위로 동두천·연천 주민 여러분과 국민께 깊은 우려와 걱정을 끼쳐드린 것에 대해 의원으로서 진심으로 사과드린다"고 밝혔다. 사고를 낸 비서관은 면직 처리했다고 밝혔다. 
경찰은 김 의원은 술을 마시지 않았단 점, 비서와 술자리에 동석하지 않았단 게 확인되었단 점, 그리고 블랙박스 손상으로 인하여 사고 당시의 상황을 복기할 수 있는 증거를 확보할 수 없었단 점에 의해서 김 의원에 대해 '혐의 없음'으로 처분했다. 
경찰 관계자는 "음주운전 방조 혐의는 운전자가 술을 먹고 비틀거리는 모습을 봤다거나 운전자가 술 마신 사실을 알면서도 운전을 지시하는 등의 정황이 있어야 적용할 수 있다"면서 "김 의원이 차에 탈 때 비서가 음주운전을 한다는 사실은 알기 어려운 것으로 판단됐다"고 설명했다.

사고 당시 동승자였던 김 의원은 "매일 오전 5시 전후로 동두천 집에서 국회로 출근하는 것이 통상적", "차량 탑승 후 1.5㎞ 내외의 거리를 이동하던 중 사고를 당했다"며“전날 저녁을 포함 당일 오전까지 술을 먹지 않았고 이 부분을 명확히 하기 위해 채혈까지 했다"고 일축했다. 

18일 오전 5시 25분경 피해 차량 운전자인 비서는 전날 밤 12시 이전에 귀가해 잠을 자고 출근했으나 숙취 운전이 문제가 되었다.

### 여론조사 논란
제 21대 국회의원 선거 후보자 선출을 위한 더불어민주당 동두천연천 지역예비후보들의 경선 여론조사 시기와 맞물려 미래통합당 김성원 의원이 상대 당 후보들과의 경쟁력을 비교하는 여론조사를 벌여 논란을 빚었다. 김성원 의원은 2020년 2월28일부터 3월1일까지 김성원vs민주당 남병근, 김성원vs민주당 서동욱, 김성원vs민주당 최헌호 후보 등 민주당 경선 후보에 대한 경쟁력 조사를 벌였다.
민주당은 3월 1일부터 3일까지 후보 선출 여론조사를 실시할 계획이었다. 이같은 여론조사로 인해 지역 유권자들은 민주당 경선 여론 조사와 통합당 여론조사가 동시에 실시되면서 혼란을 겪었다는 주장이 나왔고, 게다가 민주당 남병근, 서동욱, 최헌호 예비후보 3명에 대한 ‘월권성’ 적합도 조사까지 해 논란을 더 키웠다.
민주당 후보들 측에선 후보 선출에 있어서 악영향을 준다고 말하며 “경선을 앞둔 이 시기에 미래통합당이 왜 민주당 예비후보들의 적합도를 조사하냐”, “경선이 끝난 뒤 경쟁력 조사를 하면 될텐데, 시민들을 헷갈리게 하려는 의도적인 공작정치로 규정하고 싶다”고 주장했다. 김성원 의원은 이해할 수 없다는 태도로 나섰지만 3월 1일 부로 결국 여론조사를 중단하겠다고 밝혔다. 

### 수해 현장 복구 봉사 관련 사진 촬영 중 기우 발언 논란
2022년 8월 11일 주호영 국민의힘 비상대책위원장과 권성동 원내대표를 비롯한 현역의원 40여명과 보좌진, 당직자, 당원 등 100여명과 함께 2022년 8월 8일 시간 당 100mm이상의 집중 호우로 큰 피해를 입은 서울 동작구 사당동을 찾아 수해복구 지원활동을 하며 민심 수습에 나선 가운데 "솔직히 비 좀 왔으면 좋겠다. 사진 잘 나오게"라고 말했다. 논란이 되자 김 의원은 기자들에게 입장문을 보내 "엄중한 시기에 경솔하고 사려 깊지 못했다. 깊이 반성하며 사과드린다"며 고개를 숙였다. 이어 "남은 시간 진심을 다해 수해 복구 활동에 임할 것이며, 수해로 피해를 입으신 분들께 도움이 될 수 있도록 최선을 다하겠다. 다시 한번 사과드린다"고 했다. 그러나 정작 같은 당 소속 나경원 전 의원 (동작을 지역구)은 “그런데 민주당이 이제 뭐 하나 소위 ‘건수 잡았다’는 식으로 비판하는데, 그러면 민주당은 수해현장에 한 번 갔었냐고, 그런 이야기도 좀 묻고 싶다”고 했다. 이후 반성하며 피해지역을 돌며 봉사를 하고 현장에서 느낀 제도적 미비점을 보완하고자 수해복구 및 지원관련 법안을 3건 발의했다.

## 역대 선거 결과
|  | 52.52% |

|  | 53.61% |

|  | 53.70% |

## 소속 정당
| 소속 정당 | 소속 정당  | 소속 기간 | 비고      |
| --------- | ---------- | --------- | --------- |
|           | 새누리당   | 2016~2017 | 정계 입문 |
|           | 자유한국당 | 2017~2020 | 당명 변경 |
|           | 미래통합당 | 2020      | 합당      |
|           | 국민의힘   | 2020~현재 | 당명 변경 |

## 같이 보기
- 동두천시·양주시·연천군 을
- 동두천시·연천군
- 동두천시의 국회의원
- 양주시의 국회의원
- 연천군의 국회의원